# Inspektor Max
Inspektor Max (ve slovenském originále Inšpektor Max) je česko-slovenský kriminální televizní seriál RTVS ve spolupráci s Českou televízí. Seriál měl v Česku premiéru 21. února 2018 na ČT1 a na Slovensku se začal vysílat 28. ledna 2018 na Jednotce.

## Produkce
Seriál se začal vyvíjet v roce 2015, přičemž natáčení prvních částí začalo na podzim 2016 a trvat mělo do léta 2017. Seriál vznikl jako koprodukce RTVS a České televize ve spolupráci s Trigon Production. Program vznikl za finanční podpory Audiovizuálného fondu. Natáčelo se v České republice a na Slovensku. Podle původních informací mělo být natočených 13 dílů, ale RTVS seriál prezentuje jako 11dílný.

## Obsazení

### Hlavní role
| Juraj Kukura     | inspektor Zoltán Max                |
| Robert Hájek     | Filip Luxa; Maxův mladý kolega      |
| Ľubomír Paulovič | Richard Varga                       |
| Tereza Brodská   | státní zástupkyně Markéta Sýkorská  |
| Igor Bareš       | kapitán Beran; šéf české kriminálky |

### Hostující role
| Mária Havranová  | Žaneta Fajnorová; dcera Silvie Fajnorové a Zoltána Maxe |
| Diana Mórová     | Silvia Fajnorová; Maxova bývalá přítelkyně              |
| Barbora Jánová   | Marika                                                  |
| Marián Mitaš     | Marko Antal                                             |
| Dušan Jamrich    | Richard Antal                                           |
| Ivan Letko       | Antal nejstarší                                         |
| Linda Rybová     |                                                         |
| Juraj Šimko      |                                                         |
| Pavel Kříž       |                                                         |
| Marek Vašut      |                                                         |
| Tereza Kostková  |                                                         |
| Richard Genzer   |                                                         |
| František Němec  |                                                         |
| Jan Vlasák       |                                                         |
| David Suchařípa  |                                                         |
| Samuel Spišák    |                                                         |
| Jana Hubinská    |                                                         |
| Marta Sládečková |                                                         |
| Zuzana Kanócz    |                                                         |

## Seznam dílů
| Č. v seriálu | Č. v řadě | Slovenský název   | Český název     | Režie         | Scénář                          | Premiéra v SR   | Premiéra v ČR   |
| ------------ | --------- | ----------------- | --------------- | ------------- | ------------------------------- | --------------- | --------------- |
| 1            | 1         | Hračka            | Hračka          | Jiří Chlumský | Rasťo Boroš a Laura Siváková    | 28. ledna 2018  | 21. února 2018  |
| 2            | 2         | Výlet             | Výlet           | Jiří Chlumský | Rasťo Boroš a Laura Siváková    | 4. února 2018   | 28. února 2018  |
| 3            | 3         | Záskok            | Záskok          | Jiří Chlumský | Rasťo Boroš a Laura Siváková    | 11. února 2018  | 7. března 2018  |
| 4            | 4         | Hra o život       | Hra o život     | Jiří Chlumský | Rasťo Boroš a Laura Siváková    | 18. února 2018  | 14. března 2018 |
| 5            | 5         | Dobrák od kosti   | Dobrák od kosti | Jiří Chlumský | Rasťo Boroš a Laura Siváková    | 25. února 2018  | 21. března 2018 |
| 6            | 6         | Svedok            | Svědek          | Jiří Chlumský | Rasťo Boroš a Laura Siváková    | 4. března 2018  | 28. března 2018 |
| 7            | 7         | Trpké víťazstvo   | Trpké vítězství | Jiří Chlumský | Rasťo Boroš a Laura Siváková    | 11. března 2018 | 4. dubna 2018   |
| 8            | 8         | Obraz             | Obraz           | Jiří Chlumský | Tomáš Koňařík a Martin Šafránek | 18. března 2018 | 11. dubna 2018  |
| 9            | 9         | Rodokmeň          | Rodokmen        | Petr Nikolaev | Tomáš Koňařík a Rasťo Boroš     | 25. března 2018 | 18. dubna 2018  |
| 10           | 10        | Preteky so smrťou | Závod se smrtí  | Petr Nikolaev | Tomáš Koňařík a Rasťo Boroš     | 1. dubna 2018   | 25. dubna 2018  |
| 11           | 11        | Výstrel           | Výstřel         | Petr Nikolaev | Tomáš Koňařík a Rasťo Boroš     | 8. dubna 2018   | 2. května 2018  |